# Chauchalhas
Chauchalhas (en francès Chauchailles) és un municipi francès situat al departament del Losera i a la regió d'Occitània.